# Peso-palha (MMA)
A divisão dos palhas nas artes marciais mistas (também chamada de minimumweight ou minipeso mosca) generalmente se refere aos competidores que pesam entre 106 e 115 lb (48 e 52 kg). A categoria se encontra entre o peso mosca e o peso átomo.
Até recentemente, a divisão dos palhas nas artes marciais mistas não era definida pelas Regras Unificadas das Artes Marciais Mistas, que agrupou todos os competidores abaixo de 125 lb (57 kg) como peso mosca. Assim a divisão é raramente usada nos Estados Unidos. No Japão, Shooto regularmente realiza lutas na categoria e tem um Cinturão para o Campeão da divisão.

## Zuffa
Em 29 de Janeiro de 2013, Dana White anunciou que o UFC poderia adicionar o peso palha na organização em 115 lb.

## One Championship
ONE Championship limita seus lutadores de pesos-palhas no em 125 lb (57 kg). 

## Invicta Fighting Championships
Invicta Fighting Championships, organização de MMA feminina, regularmente realiza lutas nessa divisão e também contém um cinturão para a campeã. Eles tiveram a primeira campeã na divisão em 5 de Janeiro de 2013.

## Super Fight League
Super Fight League, uma promoção indiana de MMA começou a realizar lutas femininas no peso palha em 105-115 pounds (52.2 kg) desde o SFL 17.

## Campeões profissionais

### Atuais campeões

#### Homens
| Organização | Desde               | Campeão      | Cartel | Defesas |
| ----------- | ------------------- | ------------ | ------ | ------- |
| ONE FC      | 12 de abril de 2019 | Joshua Pacio | 17-3   | 2       |

#### Mulheres
| Organização | Desde                 | Campeão        | Cartel | Defesas |
| ----------- | --------------------- | -------------- | ------ | ------- |
| UFC         | 24 de abril de 2021   | Rose Namajunas | 10-4   | 0       |
| Invicta FC  | 1 de novembro de 2019 | Kanako Murata  | 11-1   | 0       |
| ONE FC      | 20 de janeiro de 2018 | Xiong Jing Nan | 14-2   | 3       |